# Kaplica św. Michała Archanioła w Wojszkach
Kaplica pod wezwaniem św. Michała Archanioła – prawosławna kaplica filialna w Wojszkach. Należy do parafii Świętych Kosmy i Damiana w Rybołach, w dekanacie Bielsk Podlaski diecezji warszawsko-bielskiej Polskiego Autokefalicznego Kościoła Prawosławnego.
Kaplica powstała w 1865 z inicjatywy i fundacji generał-gubernatora wileńskiego Michaiła Murawjowa, który ofiarował na jej budowę 500 rubli. Intencją wzniesienia kaplicy miało być upamiętnienie żołnierzy rosyjskich, którzy polegli w walkach z powstańcami styczniowymi. Wezwanie św. Michała Archanioła miało nawiązywać do niebiańskiego patrona ofiarodawcy. W latach 80. i 90. XX w. kaplica została znacznie powiększona, co pozwoliło na odprawianie w niej nabożeństw.